# Chiesa di Santa Margherita (Trento)
La chiesa di Santa Margherita è una chiesa cattolica situata a Trento; è sussidiaria della vicina parrocchiale di Santa Maria Maggiore e fa parte dell'arcidiocesi di Trento.

## Storia

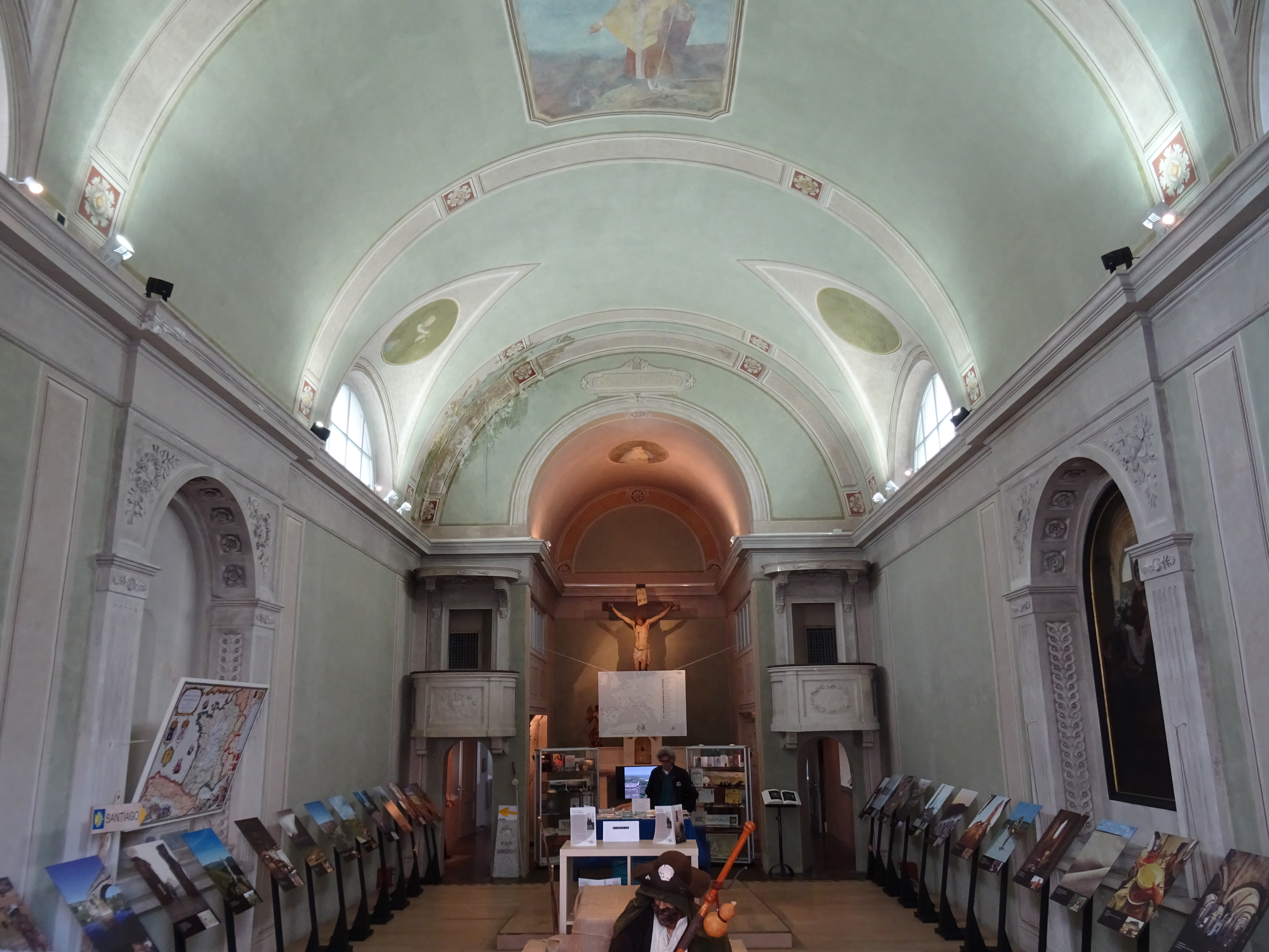
L'interno allestito per il Trento Film Festival 2024

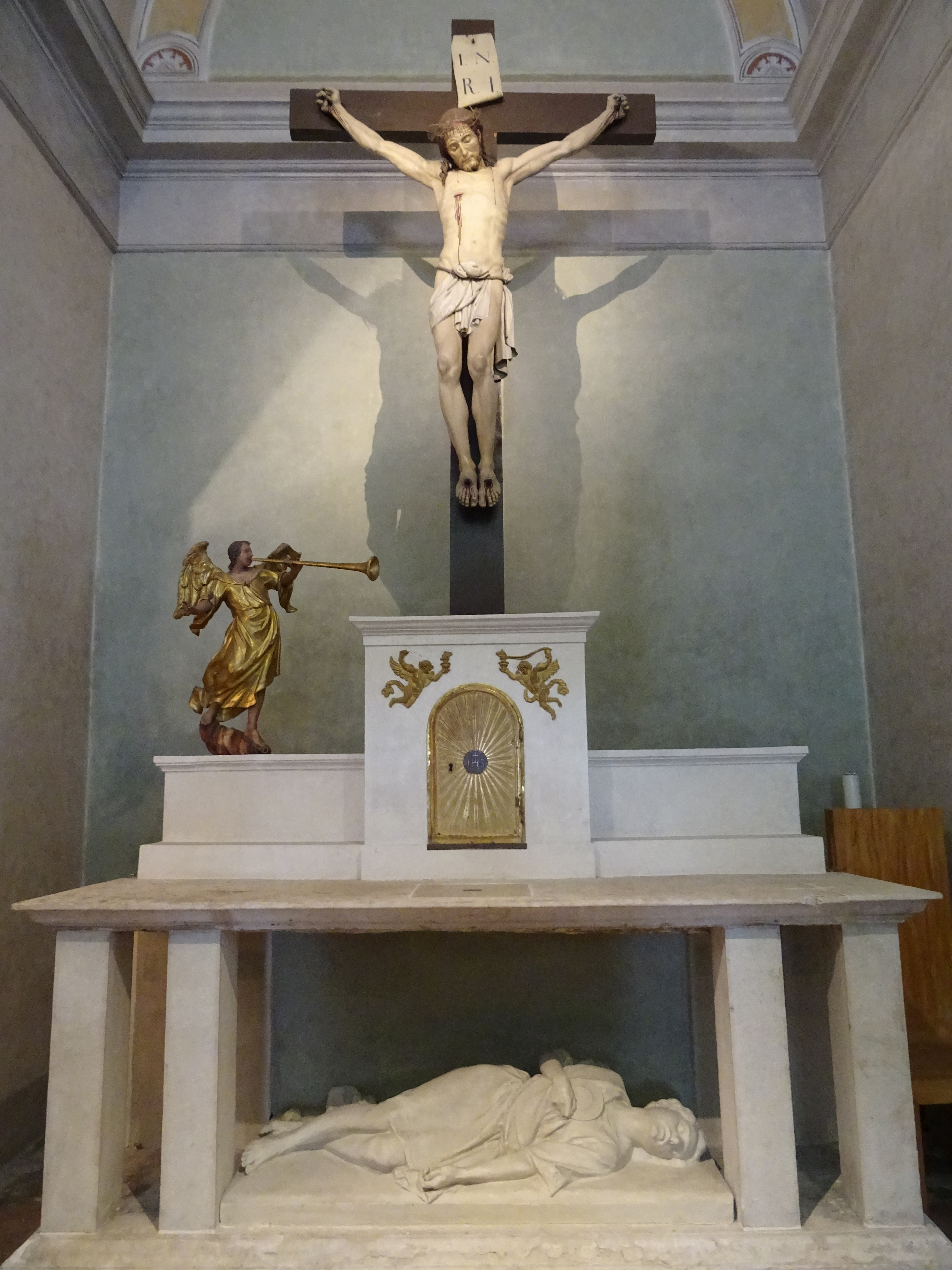
Altare

Una prima chiesa sul luogo, annessa a un monastero di monache domenicane, è attestata dal 1240; venne ricostruita nel 1326 e consacrata nel 1363, e verso la metà del Quattrocento venne annessa alla prepositura del capitolo della cattedrale di Trento.
Nel 1727, dopo un grave incendio, venne restaurata e ampliata in forme neoclassiche, e affidata ai terziari francescani secolari, ma venne in seguito abbandonata e adibita dapprima a fienile, quindi a gendarmeria. Nel 1831 venne acquistata da Antonio Rosmini, che la fece restaurare, adornare e riaprire al culto, intitolandola Santo Crocifisso (tra gli artisti, Giuseppe Craffonara, Domenico Nani Udine e Giuseppe Pendl di Merano, che realizzò il crocifisso poi spostato in Santa Maria Maggiore); intorno al 1845 venne affidata alle suore del Sacro Cuore, ma già nel 1855 venne di nuovo ridotta ad uso profano. Il 19 giugno 1897 venne riaperta di nuovo, e nel 1906 venne sottoposta a restauro e contestualmente vennero decorate le volte; un altro restauro seguì nel 1968, dopo il quale però la chiesa rimase chiusa sino a un terzo intervento conservativo del 2009-2011 (contestuale anche all'adeguamento liturgico).

## Descrizione
La chiesa, orientata a ovest, è situata lungo il corso di via Rosmini ed è quasi di fronte alla chiesa di Santa Maria Maggiore.

### Esterno
La facciata si presenta simile ad un tempio classico tetrastilo, ripartita da paraste a capitelli ionici, sovrastate da un frontone triangolare con vasi sommitali; l'unica apertura è il portale architravato, sormontato da una lunetta cieca. Le fiancate sono lisce, con due finestre a lunetta ciascuna; quella settentrionale presenta anche tracce dell'antica muratura, con alcune aperture tamponate.

### Interno
L'interno è a navata unica, suddivisa in tre campate, due coperte da volta a lunetta, e una da volta a botte; le pareti della seconda campata ospitano nicchie con due altari laterali.
L'arco santo a tutto sesto introduce al presbiterio rettangolare, anch'esso coperto da volta a botte e fiancheggiato da due matronei.